# Distretto di Yangmei
Il distretto di Yangmei (楊梅區S, Yángméi QūP) è un distretto della città di Taoyuan, situata a Taiwan.